# Dmytro Chomčenovs'kyj
Dmytro Hennadijovyč Chomčenovs'kyj (in ucraino Дмитро Геннадійович Хомченовський?; Vuhledar, 16 aprile 1990) è un calciatore ucraino, centrocampista del Kryvbas Kryvyj Rih.

## Carriera

### Club
Ha giocato nella prima divisione ucraina.

### Nazionale
Tra il 2013 ed il 2014 ha giocato complessivamente 4 partite con la nazionale ucraina; in precedenza aveva giocato anche nelle nazionali giovanili ucraine Under-20 ed Under-21.